# صوفي كوش
صوفي كوش (بالفرنسية: Sophie Koch)‏ هي مغنية ومغنية أوبرا فرنسية، ولدت في 19 فبراير 1969 في فرساي في فرنسا.

## وصلات خارجية
- صوفي كوش على موقع IMDb (الإنجليزية)
- صوفي كوش على موقع ميوزك برينز (الإنجليزية)
- صوفي كوش على موقع أول ميوزيك (الإنجليزية)
- صوفي كوش على موقع ديسكوغز (الإنجليزية)
- صوفي كوش على موقع قاعدة بيانات الفيلم (الإنجليزية)